# Ольга Кай
Ольга Кай (літературний псевдонім, народилася 23 березня 1982 в Дніпропетровську) — письменниця, працює переважно в жанрах фантастики, фентезі, казки та містики. Пише переважно російською мовою.

## Освіта
Закінчила Дніпропетровський національний університет імені Олеся Гончара (факультет прикладної математики).

## Професійна і громадська діяльність
Член журі міжнародного літературного конкурсу «Современная нереалистическая проза» (2007–2009 рр.), обласного літературного конкурсу «Молода муза» (2012, 2013). Член журі та оргкомітету Першої Всеукраїнської літературної премії ім. О. Кравченко (Девіль) (2013), Всеукраїнського конкурсу творчої молоді «Літературна надія Дніпра» (2013).
Редактор-упорядник колективної збірки «Барви слова» (2011, Дніпропетровськ), «Небесна сюїта» (2013, Дніпропетровськ), редактор авторської збірки оповідань Євгенії Яворської «Рецепт счастья» (2013, Дніпропетровськ).
Співзасновник інформаційного порталу «Літературна Дніпропетровщина» (http://dniprolit.org.ua).

## Відзнаки
- фіналіст міжнародного літературного конкурсу «Современная нереалистическая проза» (2006);
- фіналіст всеукраїнського конкурсу творів для дітей та юнацтва «Золотий лелека» (2008);
- переможець обласного літературного конкурсу «Молода муза» (2008, 2011) — І місце в номінації «Проза» (старша група);
- призер обласного літературного конкурсу «Україна є!» (2011) — II місце в номінації «Проза» (старша група);
- переможець міського літературного конкурсу «Літературна Надія Дніпра» (2011) — І місце в номінації «Проза»;
- призер конкурсу видавництва «Написано пером» (2012) — ІІІ місце;
- відзнака Всеукраїнської Наради творчої молоді 2013 — ІІ місце;
- переможець регіональної премії за досягнення у мистецтві «Артіс» (за 2013 рік) у номінації «Письменник року».

## Публікації
Друкувалася
- в газетах: «Закритий клуб» (2006, Луганськ), «Експедиція XXI» (2011, Дніпропетровськ);
- в журналах: «Український Фантастичний Оглядач (УФО)» (2007, Львів), «Склянка Часу*Zeitglas. Літературно-мистецький журнал» (2011, Канів), «Бористен. Літературно-мистецький, публіцистичний та науково-популярний щомісячник» (2012, 2013, Дніпропетровськ), «Пізнайко від 2 до 6. Журнал для найменших» (2012, Київ), «Світ Фентезі» (2013);
- збірниках: «У вирі дум і почуттів. Збірка поезії і прози учасників конкурсу «Молода Муза Придніпров'я» (2008, Дніпропетровськ), «Україна є! Збірка поезії і прози переможців обласного літературного конкурсу «Україна є!» (2011, Дніпропетровськ), «Барви слова. Збірка поезії і прози переможців та фіналістів конкурсу «Молода Муза — 2011» (2011, Дніпропетровськ), «Світанкова палітра. Збірка поезії і прози переможців та фіналістів конкурсу «Літературна надія Дніпра» (2012, Дніпропетровськ), «Наш найкращий друг — природа: Збірник творів письменників Дніпропетровської області (Екологічна читанка)» (2013, Дніпропетровськ);
- альманахах: «Альманах фантастики «Мантикора» (2011, Івано-Франківськ), «АвторЪ. Фантастика. Літературний альманах» (2012, Благовещенськ), "Лава" (№7, 2014, Харків);
- в аудіокнизі: «Письменники Дніпропетровщини — шкільним бібліотекам» (2012, Дніпропетровськ).

Авторка книг:
- Портрет з минулого // Дніпропетровськ, «Пороги», 2012. — 80с.
- Ведьмина тропа // Санкт-Петербург, ООО «Написано пером», 2013. — 173 с. (рос.)
- Загадать желание // Монреаль, Т/О «Неформат», Видавництво «Accent Graphics Communications», 2013. (рос.)
- Невеста императора // Павлоград, «Іма-прес», 2014. — 364с. (рос.)